# Jozef Piaček (fotbalista)
Jozef Piaček (* 20. června 1983, Zlaté Moravce, Československo) je bývalý slovenský fotbalový obránce, kariéru ukončil v roce 2017. Mimo Slovensko působil na klubové úrovni v Polsku, Lotyšsku a ČR.

## Klubová kariéra
Ve slovenské lize debutoval v roce 2002 v dresu Trenčína. Poté přestoupil do FC ViOn Zlaté Moravce. V roce 2006 odešel z ViOnu Zlaté Moravce do lotyšského klubu Skonto Rīga. Zde působil dva a půl roku, ve Virslīze odehrál 60 zápasů a vstřelil 8 gólů.
V červenci 2008 se vrátil na Slovensko, přestoupil do popředního klubu MŠK Žilina, s nímž v sezónách 2009/10 a 2011/12 získal ligový titul. V sezóně 2011/12 se stal vítězem i slovenského fotbalového poháru. Se Žilinou postoupil i do základní skupiny F Ligy mistrů (v sezóně 2010/11), kde nastoupil v pěti z šesti zápasů. Žilině se však příliš nevedlo, skončila bez bodu na posledním čtvrtém místě konečné tabulky.
V zimní přestávce v lednu 2013 se podílel během přípravného utkání jedním gólem na debaklu domácího polského klubu Ruch Chorzów. Žilina zvítězila 9:2, přičemž o poločase vedla 6:0.
Od května 2015 měl zdravotní trable s kolenem, kvůli kterým nehrál. V prosinci 2015 mu vedení Žiliny oznámilo, že si může hledat nové angažmá. Hráč byl následně na testech v klubu Piast Gliwice, po podzimní části sezóny 2015/16 vedoucího celku polské Ekstraklasy. Nakonec zakotvil v jiném polském klubu Podbeskidzie Bielsko-Biała, který byl po podzimní části Ekstraklasy 2015/16 na posledním místě ligové tabulky. S Podbeskidzie nakonec zažil v sezóně 2015/16 sestup do druhé polské ligy, jeho bilance v jarní části ročníku byla 14 zápasů a jeden vstřelený gól. Následující sezónu 2016/17 odehrál 28 ligových zápasů.
V červnu 2017 se dohodl na roční smlouvě s opcí na prodloužení (o rok) s českým klubem MFK Karviná.

## Reprezentační kariéra

### A-mužstvo
V březnu 2013 figuroval v širší nominaci slovenského národního týmu pro kvalifikační zápas s Litvou (22. března) a přátelské utkání se Švédskem (26. března, oba zápasy měly dějiště v Žilině na stadiónu Pod Dubňom), ale ani v jednom z nich se neobjevil.